# Urraúl Alto
Urraúl Alto (Urraulgoiti en euskera batua y Urrulgaine en la variedad local) —más comúnmente Valle de Urraúl Alto— es un valle y un municipio español de la Comunidad Foral de Navarra, situado en la Merindad de Sangüesa, en la Comarca de Lumbier y a 45,1 km de la capital de la comunidad, Pamplona. Su población en el 2024 fue de 136 habitantes (INE).
El municipio está formado por 4 concejos: Ayechu, Imirizaldu, Irurozqui y Ongoz; y los lugares habitados de: Adoáin, Arielz, Aristu, Elcóaz, Epároz, Ezcániz, Jacoisti, Larequi, Larráun, Ozcoidi, Santa Fe, Zabalza y Artanga.
En su término también se encuentran los despoblados de Arangozqui, Sastoya, Aizcurgui, Cerréncano Alto y Cerréncano Bajo y Guíndano.
El ayuntamiento tiene su sede en Irurozqui, el concejo más poblado. Su gentilicio es urraulgoitiarra, tanto en masculino como en femenino.

## Demografía
Urraúl Alto cuenta con una población de 136 habitantes (INE 2024).
| Gráfica de evolución demográfica de Urraúl Alto entre 1842 y 2021                                                   |
| |
| Población de derecho según los censos de población del INE Población de hecho según los censos de población del INE |

### Núcleos de población
El municipio se divide en los siguientes núcleos de población, según el nomenclátor de población publicado por el INE (Instituto Nacional de Estadística). Los datos de población se refieren a 2014.
| Entidad de Población | Población 2014 |
| -------------------- | -------------- |
| Adoáin               | 5              |
| Arielz               | 2              |
| Aristu               | 2              |
| Ayechu               | 13             |
| Elcóaz               | 7              |
| Epároz               | 14             |
| Ezcániz              | 1              |
| Guindano             | 0              |
| Imirizaldu           | 29             |
| Irurozqui            | 43             |
| Jacoisti             | 0              |
| Larequi              | 0              |
| Larráun              | 0              |
| Ongoz                | 16             |
| Ozcoidi              | 6              |
| Santa Fe             | 2              |
| Zabalza              | 10             |
| Artanga              | 1              |